# Attila Végh (piragüista)
Attila Végh es un deportista húngaro que compitió en piragüismo en la modalidad de aguas tranquilas. Ganó una medalla de plata en el Campeonato Mundial de Piragüismo de 1998, en la prueba de C2 200 m, y 4 medallas en el Campeonato Europeo de Piragüismo entre los años 1997 y 2008.

## Palmarés internacional
| Campeonato Mundial | Campeonato Mundial | Campeonato Mundial | Campeonato Mundial |
| Año                | Lugar              | Medalla            | Competición        |
| ------------------ | ------------------ | ------------------ | ------------------ |
| 1998               | Szeged (Hungría)   | Medalla de plata   | C2 200 m           |
| Campeonato Europeo |                    |                    |                    |
| Año                | Lugar              | Medalla            | Competición        |
| 1997               | Plovdiv (Bulgaria) | Medalla de plata   | C2 200 m           |
| 2000               | Poznań (Polonia)   | Medalla de plata   | C4 200 m           |
| 2002               | Szeged (Hungría)   | Medalla de oro     | C2 200 m           |
| 2008               | Milán (Italia)     | Medalla de bronce  | C2 200 m           |